# Effekt der sozialen Entkontextualisierung
Der Effekt der sozialen Entkontextualisierung bezeichnet einen Methodeneffekt in der empirischen Online-Forschung (z. B. den Online-Umfragen), der zu systematischen Verzerrungen führt. Die Qualität der online erhobenen Antworten kann dadurch eingeschränkt werden.
Der Effekt der sozialen Entkontextualisierung ist ein zweiseitiger Effekt:
- Einerseits führt er dazu, dass in einer Online-Befragung soziale Normen bzw. soziale Aspekte im Antwortverhalten weniger stark beachtet werden als im 'normalen Alltag'. So schlägt sich in den Antworten z. B. weniger stark nieder, 'was sich gehört' oder 'was man tun sollte'.
- Andererseits sorgt er dafür, dass die Befragten in einer Online-Umfrage ihre Aufmerksamkeit stärker auf sich selbst richten als in anderen Kommunikationsformen bzw. Befragungssituationen. Dadurch werden Aspekte, die die eigene Person betreffen (z. B. ganz persönliche Wertvorstellungen oder Wünsche) in einer Online-Befragung für wichtiger gehalten als in anderen Befragungen.

Der Effekt der sozialen Entkontextualisierung kann vor allem die Vergleichbarkeit von Befragungsergebnissen aus verschiedenen Methoden einschränken. Er ist dabei abzugrenzen vom Effekt der sozialen Erwünschtheit: Verzerrungen durch Effekte der sozialen Erwünschtheit finden mehr oder minder bewusst statt, nämlich durch eine vorteilhafte Darstellung der eigenen Person, Verzerrungen durch Effekte der sozialen Entkontextualisierung finden eher unbewusst statt.

## Hintergrund
Der Effekt der sozialen Entkontextualisierung entsteht aus der besonderen Situation der computervermittelten Kommunikation (kurz: cvK). Im Gegensatz zur persönlichen Kommunikation können hier deutlich weniger Kommunikationskanäle zur Übertragung von Informationen genutzt werden. Es werden (in der Regel) nur visuelle Inhalte übertragen, keine auditiven, olfaktorischen oder taktilen Informationen. Körperliche Berührungen sind nicht möglich, auch die Stimme als Hilfsmittel (um z. B. Ironie zu verdeutlichen) steht nicht zur Verfügung. Auch werden Gestiken und Mimiken, wie beispielsweise Kopfschütteln oder Lächeln, nicht übertragen. Die nonverbale Kommunikation findet hier also nicht bzw. nur sehr eingeschränkt statt.
Dadurch kommt es zu einer niedrigen sozialen Präsenz (vgl. Short u. a. 1976). Der Begriff der sozialen Präsenz meint das Gefühl, dass andere in eine gemeinsame Kommunikation involviert sind. Vereinfacht gesagt, ist es das Gefühl, mit jemand anderem zusammen zu sein (vgl. dies. 1976). Dieses ist in der cvK vergleichsweise gering ausgeprägt. Dadurch kommt es nach der Social-Cues-Filtered-Out-Hypotheses von Sproull und Kiesler (1986, 1991) (im Deutschen auch unter 'Kanalreduktionsmodell' bekannt) zu einer Verschiebung des Aufmerksamkeitsfokusses der Nutzer: Sie nehmen das Ziel der Kommunikation und auch die eigene Person stärker wahr als in anderen Kommunikationssituationen.
Dieser Ansatz wurde in der Literatur zunächst stark beachtet, büßte dann allerdings immer weiter an Popularität ein. Vornehmlich ist dies wohl auf die recht pessimistische Einschätzung der cvK zurückzuführen. So berücksichtigt dieser recht frühe Ansatz nicht, dass sich auch neue Handlungsmöglichkeiten durch die cvK bzw. die Internetnutzung entwickeln bzw. bereits entwickelt haben (vgl. Köhler 2003). Deshalb schlägt z. B. Höflich (2003) auch vor, statt von 'Entkontextualisierung' von 'Rekontextualisierung' zu sprechen. Prinzipiell werden jedoch beide Begriffe vertreten.

## Empirie
Empirisch nachgewiesen wurde dies vor allem von Sproull und Kiesler (vgl. Sproull/Kiesler 1986, 1991). Diese Autoren beziehen sich jedoch vorwiegend auf die cvK als Kommunikationsform. Die Übertragung auf die cvK als Methode nimmt Taddicken (2008) vor. In einem Methodenvergleich wurden hier Antworten zwischen der Online-Befragung, der telefonischen und der postalischen Befragung miteinander verglichen. Einerseits wird hierfür eine Skala zur Erfassung der Normintensität von Diekmann (1980) eingesetzt, andererseits eine Skala zur Erfassung persönlicher bzw. individueller Werthaltungen von Klages (1992) bzw. Hermann (2003). In diesem Methodenvergleich wurden alle ca. 600 Probanden zweimal befragt (im Sinne eines Test-Retest-Verfahrens): einmal online und einmal entweder telefonisch oder postalisch. Dieses Vorgehen ermöglichte den Einsatz einer Multitrait-Multimethod-Matrix. Die Ergebnisse zeigen, dass in der Online-Befragung die Normintensität der Probanden signifikant geringer ausgeprägt war als in der Situation der anderen Befragungsmethode. In Bezug auf die individuellen Werthaltungen zeigten sich ebenfalls Unterschiede derart, dass diese in der Online-Befragung als wichtiger bewertet wurden. Signifikant war dies jedoch vor allem im Vergleich Online-Befragung und telefonische Befragung.